# Traute Hoess

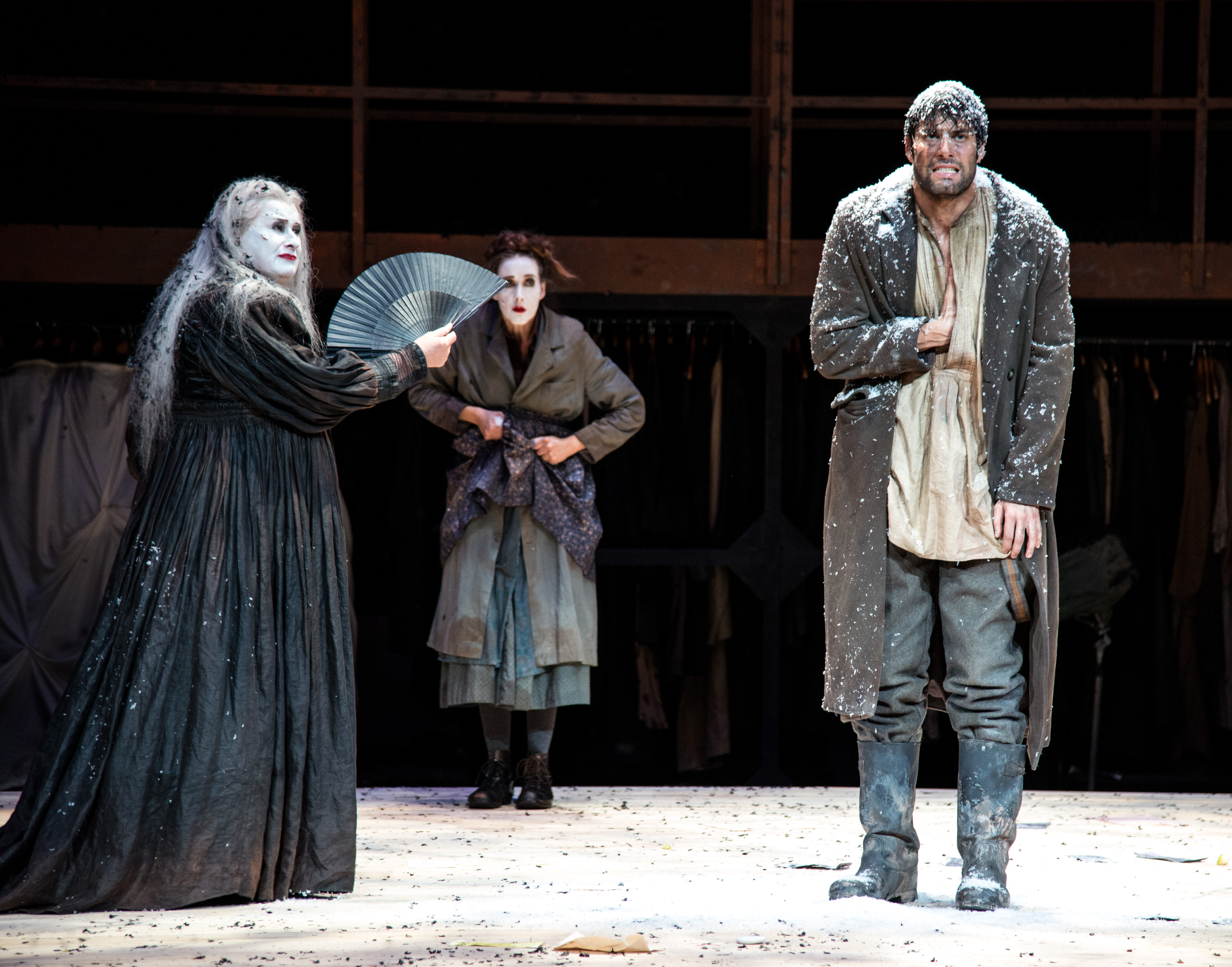
Mit Sabine Haupt (Mitte) und Max Simonischek in Don Juan kommt aus dem Krieg, Salzburger Festspiele 2014

Traute Hoess (* 24. Mai 1950 in Weilheim in Oberbayern, Bayern) ist eine deutsche Schauspielerin.

## Leben
Traute Hoess studiert Schauspiel an der Otto Falckenberg-Schauspielschule in München.
Sie ist Mitbegründerin des Theaterkollektivs "Rote Rübe", welches zusammen mit Ton Steine Scherben eigene Stücke entwickelt. Mit Rainer Werner Fassbinder dreht sie "Lili Marleen" und "Berlin Alexanderplatz". Es folgten Engagements in Wuppertal, Basel und München.
Diverse Theaterengagements führen sie von Freiburg, Basel, Wuppertal, Bremen und Düsseldorf nach Köln, wo sie wiederholt mit Günter Krämer und Werner Schroeter arbeitet. Im Jahr 1990 wechselte sie nach Köln, 1994 holen Peter Palitzsch und Heiner Müller sie an das Berliner Ensemble. Hier spielte sie 1995 Betty Dullfeet in Der aufhaltsame Aufstieg des Arturo Ui. Hoess ging 1995 an das Schauspielhaus Bochum. Von 2010 bis 2012 war sie Mitglied im Ensemble vom Schauspiel Frankfurt. und ging anschließend erneut an das Berliner Ensemble.
Traute Hoess ist die Urbesetzung der Frau Dulfeed in "Der aufhaltsame Aufstieg des Arturo Ui" und spielt die Rolle bis ins Jahr 2000. Von 1995 bis 2000 ist sie am Schauspielhaus Bochum tätig und arbeitet unter anderem mit Leander Haußmann, Jürgen Kruse, Karin Henkel und Dimiter Gotscheff.
Von 2001 bis 2003 führt sie ein Engagement an das Theater in der Josefstadt nach Wien, 2003 erhält sie den Nestroypreis für die Rolle der Anne Meister in "Über allen Gipfeln ist Ruh" von Thomas Bernhard.
Im Jahr 2002 debütierte sie bei den Salzburger Festspielen als Gemahlin in der Liebe der Danae. 2014 spielte sie dort in der Andreas-Kriegenburg-Inszenierung von Don Juan kommt aus dem Krieg. 2016 und 2017 spielte sie Nell im Endspiel am Berliner Ensemble.
2010 holt Oliver Reese Traute Hoess nach Frankfurt, wo sie unter anderem mit René Pollesch zusammen trifft, bevor sie 2012 zurück an das Berliner Ensemble wechselt. Dort arbeitet sie unter anderem mit Claus Peymann, Robert Wilson, Katharina Thalbach, Leander Haußmann und Sven Regener.
Mit den Inszenierungen von Robert Wilson ("Die Dreigroschenoper", "Shakespeare Sonette" und "Peter Pan") bereist sie Europa, Amerika, Australien und Asien.
Neben ihrer Theaterarbeit wirkt Traute Hoess in diversen Film-, Fernseh- und Hörspielproduktionen mit und arbeitet mit Regisseurinnen und Regisseuren wie Uli Edel, Rainer Werner Fassbinder, Lars Montag, Andreas Kleinert, Detlef Buck, Ingo Rasper, Heinrich Breloer, Maries Pfeiffer, Lola Randl, Sophie Allet-Coche, Ulla Wagner, Andreas Rogenhagen und Sepp Bierbichler.
Sie ist verheiratet mit Waldemar Kobus.

## Filmografie (Auswahl)
- 1980: Berlin Alexanderplatz – Regie: Rainer Werner Fassbinder
- 1980: Lili Marleen – Regie: Rainer Werner Fassbinder
- 1984: Tatort – Rechnung ohne Wirt
- 1998: Liebe deine Nächste! – Regie: Detlev Buck
- 1999: Sonnenallee – Regie: Leander Haußmann
- 2001: Die Manns – Ein Jahrhundertroman – Regie: Heinrich Breloer
- 2001–2004: Schimanski
- 2002: Weihnachten (Fernsehfilm) – Regie: Marc-Andreas Bochert
- 2004: Tatort – Janus
- 2005: Tatort – Dunkle Wege, Regie: Christiane Balthasar
- 2005: Sommer vorm Balkon – Regie: Andreas Dresen
- 2005: Die blaue Grenze – Regie: Till Franzen
- 2007: Reine Geschmacksache – Regie: Ingo Rasper
- 2007: Tatort – Unter uns – Regie: Margarethe von Trotta
- 2009: Tatort – Kassensturz – Regie: Lars Montag
- 2010: Polizeiruf 110 – Die Lücke, die der Teufel lässt – Regie: Lars Montag
- 2010: Satte Farben vor Schwarz – Regie: Sophie Heldman
- 2011: Kommissarin Lucas – Am Ende muss Glück sein – Regie: Maris Pfeiffer
- 2011: Ein Tick anders – Regie: Andi Rogenhagen
- 2011: Notruf Hafenkante (Fernsehserie, Folge Gefährliche Begegnung) – Regie: Bodo Schwarz
- 2012: Nein, Aus, Pfui! Ein Baby an der Leine – Regie: Kai Meyer-Ricks
- 2015: Die Kleinen und die Bösen, Kino
- 2015: Tatort – Kälter als der Tod
- 2015: Besuch für Emma
- 2016: Hedda
- 2018: Lena Lorenz – Zwei Väter, Regie: Sophie Allet-Coche
- 2018: Lena Lorenz – Eindeutig uneindeutig, Regie: Sophie Allet-Coche
- 2020: Lena Lorenz – Sternenkind, Regie: İsmail Şahin
- 2022: Bettys Diagnose (Fernsehserie, Folge Gegen den Strom)

## Hörspiele
- 2014: Stefanie Lorey/Björn Auftrag: Bouncing in Bavaria – Regie: Stefanie Lorey/Björn Auftrag (Hörspiel – HR)

## Auszeichnungen
- 2003 gewann sie den Nestroy-Theaterpreis für die Beste Nebenrolle als Anne in Über allen Gipfeln ist Ruh von Thomas Bernhard.